# Oresbius teres
Oresbius teres là một loài tò vò trong họ Ichneumonidae.